# Capital One
Capital One é uma empresa americana especializada em cartões de crédito, empréstimos para automóveis, serviços bancários e contas de poupança, com sede em McLean. A empresa está listada no índice de ações S&P 500.
Foi o 12º maior banco dos Estados Unidos em ativos totais em 2022, o terceiro maior emissor de cartões de crédito Visa e Mastercard e uma das maiores empresas de financiamento de automóveis dos Estados Unidos.

## Histórico
Fundada em 1988 por Richard Fairbank e Nigel Morris, a empresa oferece diversos tipos de serviços financeiros a seus clientes.
Na Forbes Global 2000 das maiores empresas do mundo, a Capital One ficou em 130º lugar em 2019, com um valor de mercado de US$ 41,2 bilhões.[carece de fontes?] Em meados de 2018, a empresa tinha um valor de mercado de mais de US$ 45 bilhões.
Em 1º de abril de 2019, o presidente dos EUA, Donald Trump, e membros de sua família, bem como a The Trump Organization, entraram com uma ação contra o Capital One e o Deutsche Bank para impedir a divulgação de suas informações financeiras às intimações do Senado dos EUA. De acordo com suas próprias declarações ao tribunal, a Capital One não tinha documentos fiscais de Donald Trump.
Em julho de 2019, soube-se que um hacker havia roubado dados de mais de 100 milhões de clientes.
Em 2022, foi considerado o banco mais rentável do mundo, com ROE de 20,4% e US$ 432,4 bilhões em ativos.

## Aquisições
Em 2005, a Capital One adquiriu o Hibernia National Bank, com sede em Nova Orleans, e em 2007 adquiriu o North Fork Bank.
Em 2009, adquiriu o Chevy Chase Bank por 520 milhões de dólares em dinheiro e ações.
Em 2011, adquiriu a divisão americana da ING Direct por US$ 9 bilhões do grupo holandês ING Group. Em agosto de 2011, o Conselho do Federal Reserve anunciou que realizaria audiências públicas sobre a aquisição da ING Direct pela Capital One e prorrogaria até 12 de outubro de 2011 o período para comentários públicos que estava programado para terminar em 22 de agosto. A medida foi tomada em meio a um crescente escrutínio do acordo sobre o risco sistêmico, ou "Too-Big-to-Fail", de acordo com a Lei de Reinvestimento Comunitário. Em fevereiro de 2012, a aquisição foi aprovada pelos órgãos reguladores e a Capital One concluiu a aquisição do ING Direct. A empresa recebeu permissão para incorporar a divisão em seus negócios em outubro de 2012, renomeando a ING Direct como Capital One 360 em novembro de 2012.
Em janeiro de 2011, adquiriu o portfólio de cartões de crédito privados canadense Hudson's Bay Company, da Synchrony Financial, então conhecida como GE Financial.
Em agosto de 2011, fechou um acordo com o HSBC para adquirir suas operações de cartão de crédito nos EUA. A Capital One pagou US$ 31,3 bilhões em troca de US$ 28,2 bilhões em empréstimos e US$ 600 milhões em outros ativos. A aquisição foi concluída em maio de 2012. A aquisição também incluiu cartões de crédito emitidos por empresas privadas, como Saks Fifth Avenue, Neiman Marcus e Lord & Taylor, que anteriormente eram administrados pelo HSBC.
Em 2015, adquiriu a unidade Healthcare Financial Services da General Electric, que incluía US$ 8,5 bilhões em empréstimos feitos a empresas do setor de saúde, por US$ 9 bilhões.
Em fevereiro de 2024, anunciou que havia concordado em adquirir a Discover Financial em um acordo no valor de US$ 35,3 bilhões.